# Wiecher Zwanenburg
Wiecher Zwanenburg (* 11. Oktober 1933 in Pematang Siantar auf Sumatra; † 10. April 2024) war ein niederländischer Romanist und Sprachwissenschaftler.

## Leben und Werk
Zwanenburg wurde auf Sumatra in der damaligen Kolonie Niederländisch-Indien geboren und kam 1934 in die europäischen Niederlande. Er besuchte das Gymnasium in Leiden und studierte an der Universität Leiden Romanistik bei Louis Kukenheim, sowie Linguistik bei Eugenius Uhlenbeck (1913–2003). 1964 wurde er mit einer Arbeit über die französische Satzmelodie promoviert. Von 1967 bis 1971 war er Lektor (Professor) an der Universität Groningen. Von 1971 bis 1988 besetzte er an der Universität Utrecht den Lehrstuhl für Französische Sprachwissenschaft und Mediävistik, von 1988 bis zu seiner Emeritierung 1997 den Lehrstuhl für Linguistik (Morphologie) und französische Sprachwissenschaft.

## Werke
- Recherches sur la prosodie de la phrase française. Leiden 1965.
- Productivité morphologique et emprunt. Étude des dérivés déverbaux savants en français moderne. Benjamins, Amsterdam 1983.